# Épée Kladenets

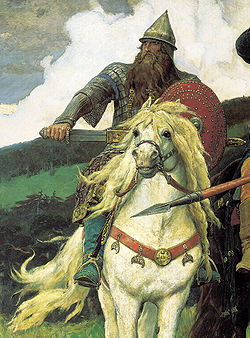
Détail du tableau Les Bogatyrs de l'artiste Viktor Vasnetsov représentant le chevalier médiéval russe Dobrynia Nikititch avec une épée.

L'épée Kladenets (en russe Меч-кладенец, « épée magique ») est, dans le folklore et la littérature médiévale russe, une fabuleuse épée dotée de pouvoirs permettant de vaincre l'ennemi en rendant son propriétaire invincible. Elle peut prendre la forme d'un serpent ou d'un dragon.
Bien qu'on retrouve dans le terme « Kladenets » le mot « Klad » ("Клад"), qui signifie « trésor » en russe, le linguiste allemand Max Vasmer considère que le mot pourrait être issu d'une prononciation erronée de « Clarent » (épée). Le mot semble également similaire au verbe russe « Класть », pouvant signifier dans certains contextes « réprimander », « humilier », voire « tuer », ce qui correspondrait par conséquent à « tueur » en langue française.